# جوادر
جوادر (الأردية: گوادر) هي مدينة ميناء تقع على الساحل الجنوبي الغربي من إقليم بلوشستان الباكستاني. تقع المدينة على ضفاف بحر العرب، مقابل عُمان، ويبلغ عدد سكانها أكثر من 90,000 نسمة، بحسب تعداد عام 2017. كانت جوادر من الممتلكات الخارجية لعُمان من عام 1783 حتى عام 1958. وتبعد نحو 120 كـم (75 ميل) جنوب غرب تُربت. أما مدينة الميناء الشقيقة تشابهار الواقعة في إقليم سيستان وبلوشستان الإيراني فتقع على بُعد نحو 170 كـم (110 ميل) غرب جوادر. وفي 2 أبريل 2021، أُعلنت جوادر عاصمة شتوية لبلوشستان.
الصناعة الأساسية في المدينة هي مصنع لتجهيز الأسماك. أصبحت جوادر جزءًا من سلطنة مسقط وعُمان عام 1797، ولم تُنقل ملكية المدينة والمناطق الداخلية المحيطة بها من عُمان إلى باكستان حتى عام 1958.
برزت جوادر إلى دائرة الاهتمام بعد حرب كارغيل، حين شعرت باكستان بالحاجة إلى وجود ميناء بحري عسكري، فتم إنشاء طريق كراتشي–جوادر (الطريق الساحلي) لأغراض دفاعية. وطوال معظم تاريخها، كانت جوادر مستوطنة صغيرة إلى متوسطة الحجم تعتمد اقتصاديًا على صيد الأسماك الحرفي. وقد تم التعرف لأول مرة على القيمة الاستراتيجية لموقعها عام 1954، عندما حددتها هيئة المسح الجيولوجي الأمريكية كموقع مناسب لميناء مياه عميقة، بناءً على طلب من باكستان بينما كانت المنطقة لا تزال تحت حكم عُماني. وحتى عام 2001، ظلّ الإمكان الكامن في المنطقة لتكون ميناء مياه عميقة رئيسيًا غير مستغل من قبل الحكومات الباكستانية المتعاقبة، إلى أن بدأ العمل في المرحلة الأولى من ميناء جوادر عام 2007. بلغت تكلفة المرحلة الأولى 248 مليون دولار. ومع ذلك، بقي الميناء غير مستغل بشكل كافٍ بعد الإنشاء، لأسباب متعددة منها نقص الاستثمارات، والمخاوف الأمنية، وفشل حكومة باكستان في نقل ملكية الأراضي كما وُعدت إلى الجهة المشغلة للميناء، سلطة ميناء سنغافورة.
في أبريل 2015، أعلنت باكستان والصين عن نيتهما تطوير الممر الاقتصادي بين الصين وباكستان (CPEC) الذي تبلغ قيمته 46 مليار دولار، والذي يُعد جزءًا من مبادرة الصين الطموحة حزام واحد، طريق واحد. وتُعد مدينة جوادر محورًا أساسيًا في CPEC، كما يُنظر إليها كحلقة وصل بين حزام واحد، طريق واحد ومشروع طريق الحرير البحري. وسيُستثمر ما قيمته 1.153 مليار دولار من مشاريع البنية التحتية في المدينة كجزء من CPEC، بهدف ربط شمال باكستان وغرب الصين بالميناء العميق. كما ستكون المدينة موقعًا لمنشأة عائمة للغاز الطبيعي المسال، والتي ستُبنى كجزء من مشروع خط أنابيب الغاز بين إيران وباكستان بقيمة 2.5 مليار دولار، في الجزء الممتد بين جوادر ونواب شاه. وعلى الرغم من المخاوف المتعلقة بالعقوبات الأمريكية المفروضة على إيران، فإن باكستان تمضي قدمًا في إنشاء خط أنابيب من الحدود الإيرانية إلى جوادر بحلول عام 2024، وذلك جزئيًا لتفادي العقوبات التعاقدية وجزئيًا لتقليل الاعتماد على محطة جوادر لتوليد الطاقة بالفحم التي تعتمد على الفحم المستورد. بالإضافة إلى الاستثمارات المباشرة تحت مظلة CPEC في مدينة جوادر، بدأت شركة ميناء الصين الخارجية في يونيو 2016 أعمال البناء في المنطقة الاقتصادية الخاصة في جوادر بقيمة 2 مليار دولار، والتي تُنظم على غرار المناطق الاقتصادية الخاصة في الصين. وفي سبتمبر 2016، نشرت هيئة تطوير جوادر دعوة لتقديم العطاءات لإعداد خطة نزع ملكية وإعادة توطين البلدة القديمة في جوادر.

## الأصل اللغوي
كلمة "جوادر" هي مزيج من كلمتين من اللغة البلوشية – "جواد" وتعني "الريح" و"دار" وتعني "بوابة" أو "باب" (البلوشية: گوات ءُ در)، وبهذا فإن "جوادر" تعني "بوابة الريح".

## الجغرافيا

### الطوبوغرافيا

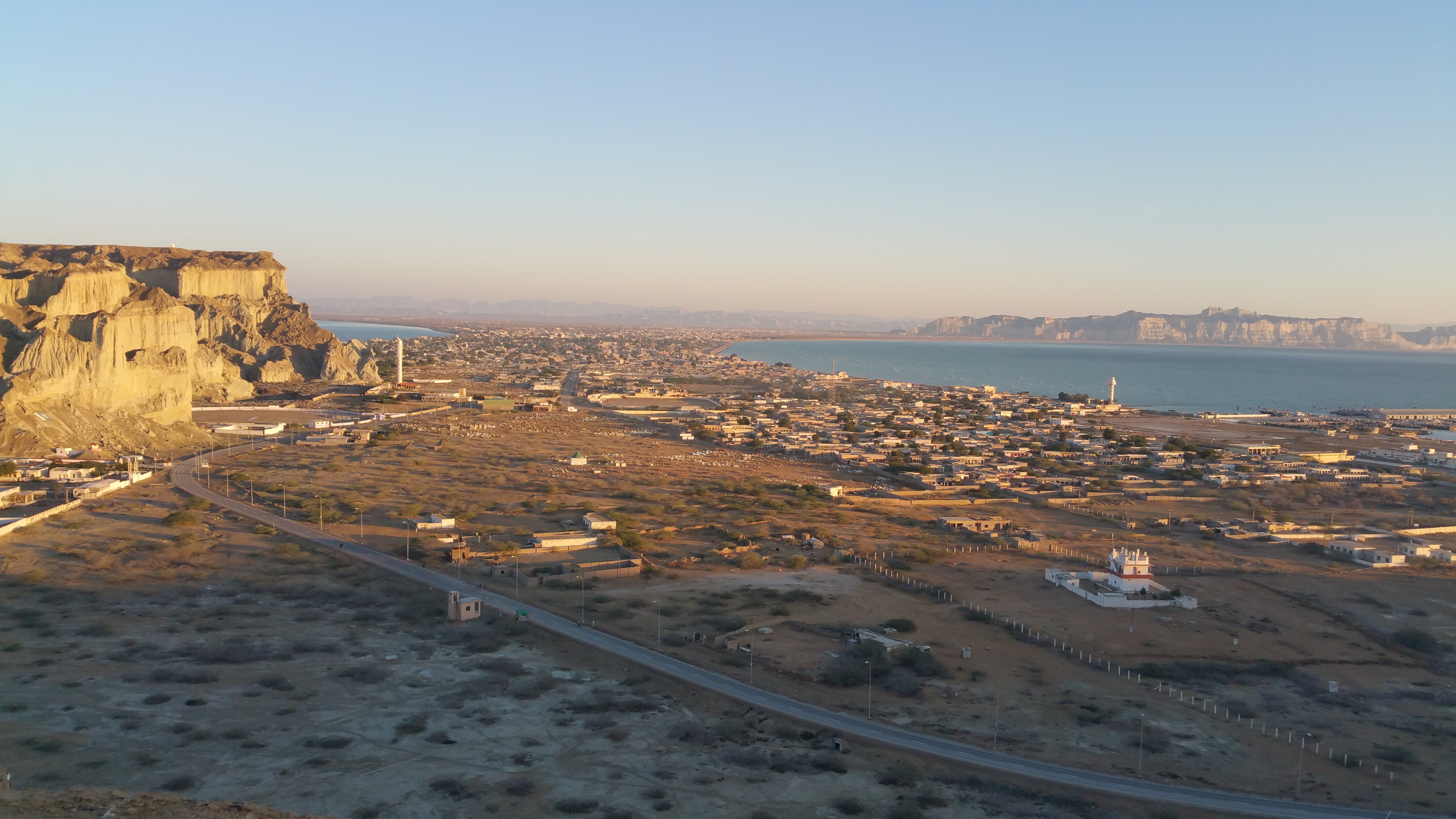
تقع جوادر على برزخ رملي وضيق يربط رأس جوادر الذي يبلغ ارتفاعه بساحل مكران.

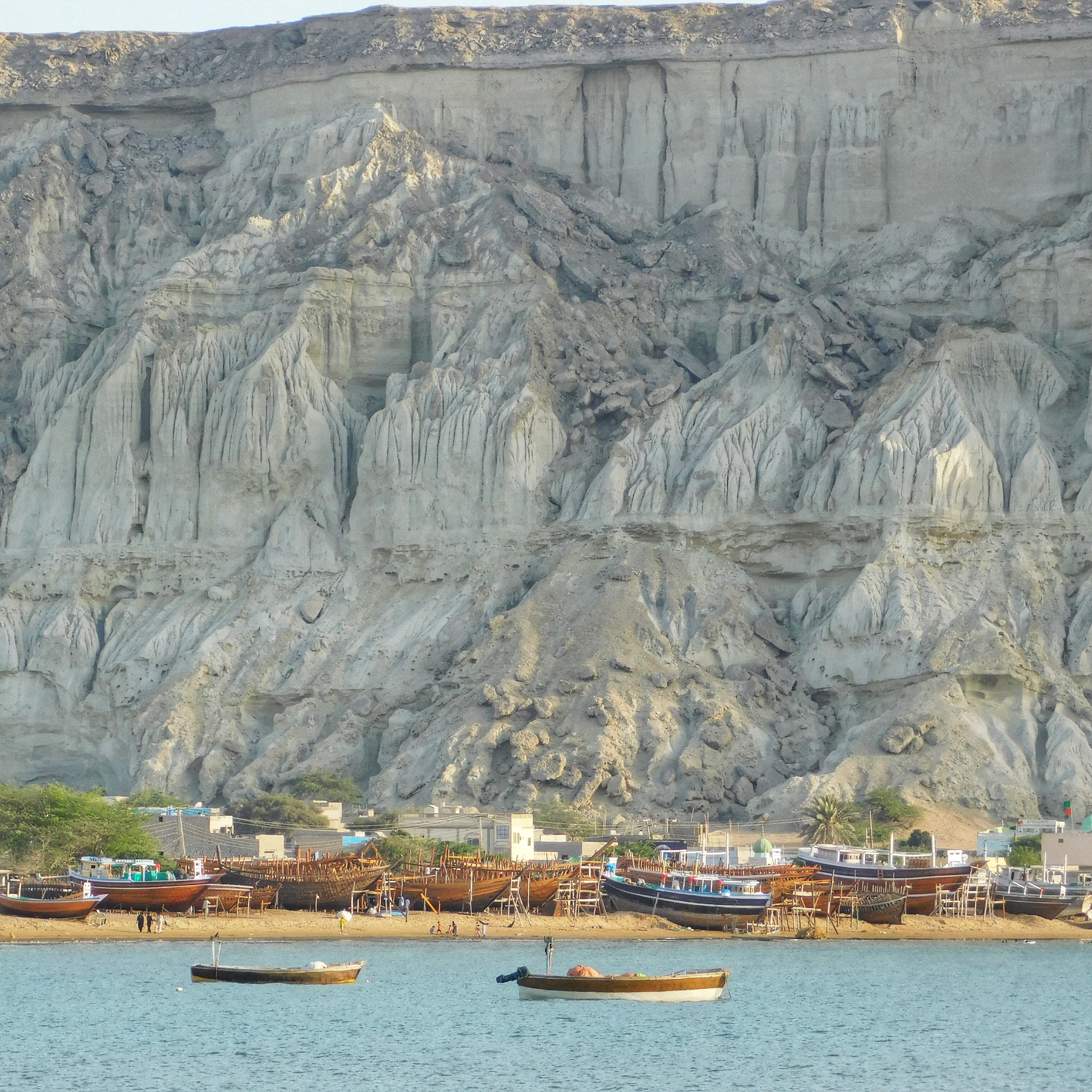
قوارب صيد في خليج جوادر الشرقي مع تلال كوهِ مهدي في الخلفية

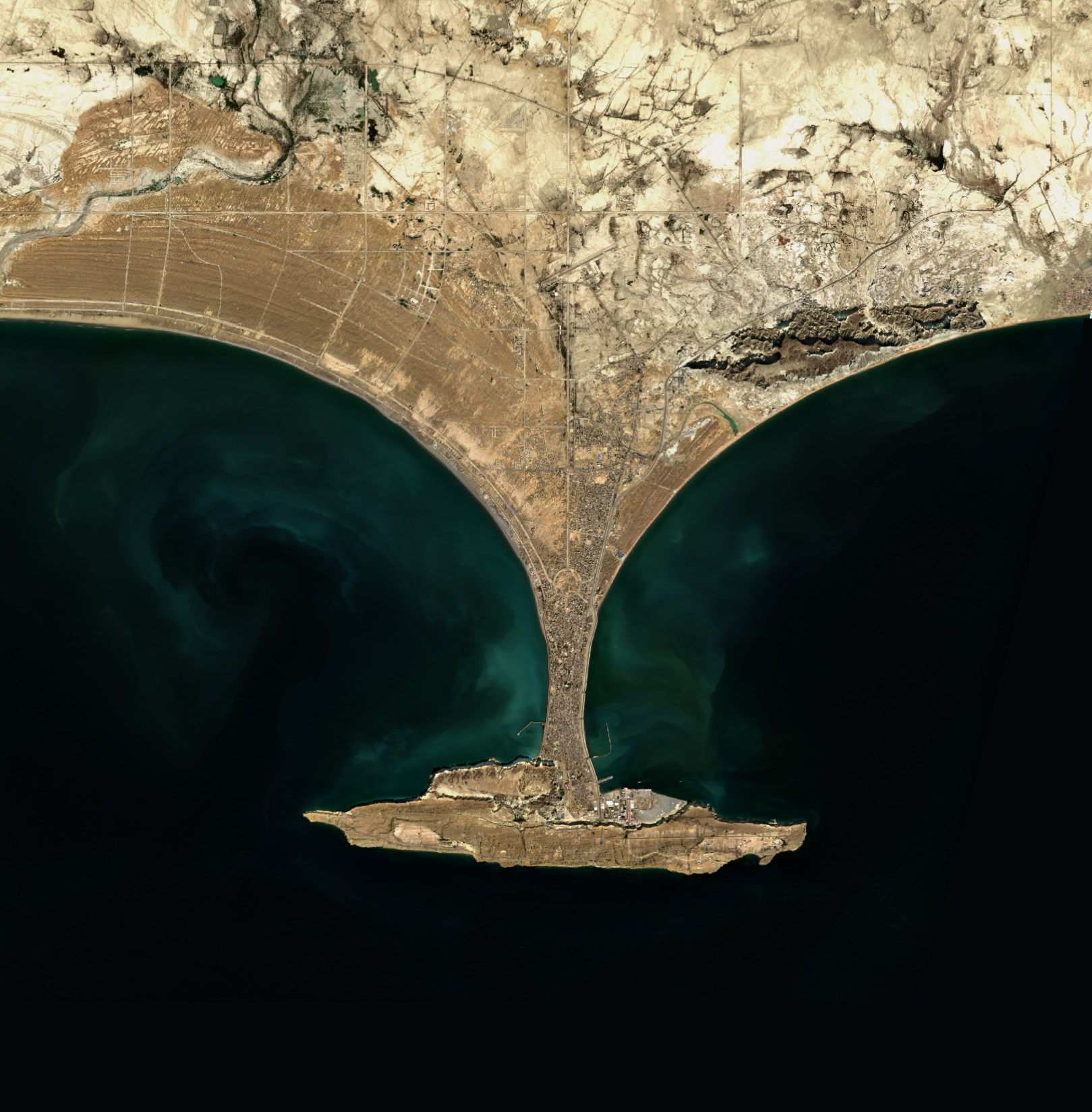
منظر جوي لمدينة جوادر

تقع جوادر على الساحل الجنوبي الغربي لبحر العرب في باكستان ضمن مديرية جوادر التابعة لإقليم بلوشستان. ومثل أورمارا الواقعة شرقاً، تقع جوادر على شبه جزيرة طبيعية على شكل رأس مطرقة تُعرف باسم تومبولو، وتشكل خليجين شبه دائريين مثاليين لكنهما منحنيان طبيعياً على كلا الجانبين. تقع المدينة على برزخ رملي وضيق بطول 12 كـم-long (7 ميل) يربط الساحل الباكستاني بتكوينات صخرية في بحر العرب تُعرف برأس جوادر، أو كوهِ باتل، والتي يبلغ ارتفاعها 150 م (480 قدم) وتمتد لمسافة 11 كـم (7 ميل) من الشرق إلى الغرب بعرض 1.5 كـم (1 ميل). يفصل البرزخ الذي يبلغ عرضه 240 م (800 قدم) بين الخليجين شبه الدائريين. يُعرف الخليج الغربي باسم بادي زير، وهو ضحل نسبياً بعمق متوسط يبلغ 3.7 م (12 قدم)، وأقصى عمق له يبلغ 9.1 م (30 قدم). أما إلى الشرق من البرزخ، فيوجد ميناء ديمي زير العميق، حيث تم بناء ميناء جوادر.

## التاريخ

### العصور القديمة
يبدو أن الاستيطان في جوادر، كما في معظم مناطق بلوشستان الأخرى، قديم جدًا. تُظهر المنطقة آثارًا للاستيطان منذ العصر البرونزي، مع وجود مستوطنات حول بعض الواحات في المنطقة. ومن نمط هذا الاستيطان اشتُق اسم مكران، وهو الاسم الأصلي لبلوشستان. وكانت المنطقة خلال فترة من الفترات جزءًا من الإمبراطورية الفارسية الأخمينية، ويُعتقد أنها قد غزاها مؤسس الإمبراطورية الفارسية كورش الكبير. وكانت عاصمة ولاية "جدروسيا" بورا، التي يُعتقد أنها كانت تقع بالقرب من بمبور الحديثة، في محافظة سيستان وبلوشستان (في بلوشستان الإيرانية). وأثناء عودة الإسكندر الأكبر إلى الوطن، قاد الأميرال نيارخوس أسطولًا على طول ساحل مكران وسجل أن المنطقة كانت جافة وجبلية ويسكنها "إختيوفاغوي" (أي "آكلو السمك")، وهي ترجمة يونانية قديمة للعبارة الفارسية القديمة "ماهي خوران"، والتي أصبحت بدورها الكلمة الحديثة "مكران". بعد انهيار إمبراطورية الإسكندر، حكم المنطقة سلوقس الأول نيكاتور، أحد قادته، ثم أصبحت تحت سيطرة الإمبراطورية الماورية حوالي عام 303 ق.م بعد أن عقد سلوقس صلحًا مع الإمبراطور تشاندرا غوبتا ماوريا وتنازل عن الإقليم للماوريين.

### الحكم العماني
بقيت المنطقة على هامش التاريخ لنحو ألف عام حتى استولى عليها الجيش العربي-الإسلامي في عام 643م، وظلت موضع نزاع بين قوى مختلفة على مدى فترة زمنية تقارب الألف عام أيضًا. تلا ذلك نحو قرنين من الحكم المحلي من قبل قبائل البلوش المختلفة. زار المدينة الأدميرال العثماني سيدي علي رئيس في خمسينيات القرن السادس عشر وذكرها في كتابه مرآة الممالك عام 1557. وبحسب ما ذكره سيدي علي رئيس، فإن سكان جوادر كانوا من البلوش وكان زعيمهم يُدعى "الملك جلال الدين"، ابن الملك دينار.
في القرن الخامس عشر، غزا البرتغاليون أجزاءً من الهند وعُمان، وكانوا يخططون لضم الساحل المكراني. هاجموا جوادر بقيادة فاسكو دا غاما، لكن بقيادة القائد مير إسماعيل البلوشي، هُزم البرتغاليون على يد البلوش. ورغم قيام البرتغاليين بعدة هجمات نهب فيها القرى الساحلية وأشعلوا فيها النيران، فإنهم فشلوا في احتلال جوادر. وُجدت مدافعهم بالقرب من سجن جوادر المركزي. قبر مير إسماعيل البلوشي موجود قرب جبل بطال جوادر، وقد بناه بنفسه أثناء حياته، وتوفي عام 1468 دون ورثة.
بنهاية القرن السادس عشر، غزا الإمبراطور المغولي أكبر العظيم المدينة وضمها إلى الإمبراطورية المغولية، وظلت تحت سيطرتهم حتى أوائل القرن الثامن عشر.
نحو نهاية القرن الثامن عشر، منح خان قلات، ناصر خان الأول أحمد زئي، السيادة على جوادر إلى سلطان بن أحمد، حاكم مسقط وعمان. وبعد أن استعاد السلطان السيطرة على مسقط، استمر في حكم جوادر عبر تعيين "والي". وقد بُني حصن جوادر خلال الحكم العماني. وفي منتصف القرن الثامن عشر، استولى ناصر خان على جوادر والمناطق المحيطة بها بعد هزيمة قبيلة جيشكي البلوشية، وضمه إلى خانية قلات. ومع ذلك، ونظرًا لصعوبة الاحتفاظ بالمنطقة دون دعم الجيشكيين، توصل ناصر خان إلى اتفاق مع زعيم الجيشكيين المحلي، سمح لهم بالإدارة الذاتية للمنطقة عبر تأسيس دولة مكران المستقلة، مقابل دفع نصف الإيرادات لخانية قلات. واستمر هذا الترتيب حتى عام 1783. وعندما دبّ الخلاف بين السيد سلطان وشقيقه حاكم مسقط، طلب المساعدة من ناصر خان، فأعطاه جوادر ضمن نصيبه من الإيرادات، على أن تُعاد المنطقة لقلات عندما يتولى السيد سلطان عرش مسقط. وبعد أن تولى سلطان الحكم عام 1797، لم يُعد جوادر لقلات. هذا الصراع بين ورثة السلطان وخان قلات أتاح الفرصة للتدخل البريطاني. ثم مد البريطانيون خطوط التلغراف إلى المدينة. وكان أبرز ولاة جوادر هما سيف بن علي (الأول) وإحسان عظيم (الأخير) من 1783 حتى 1958.

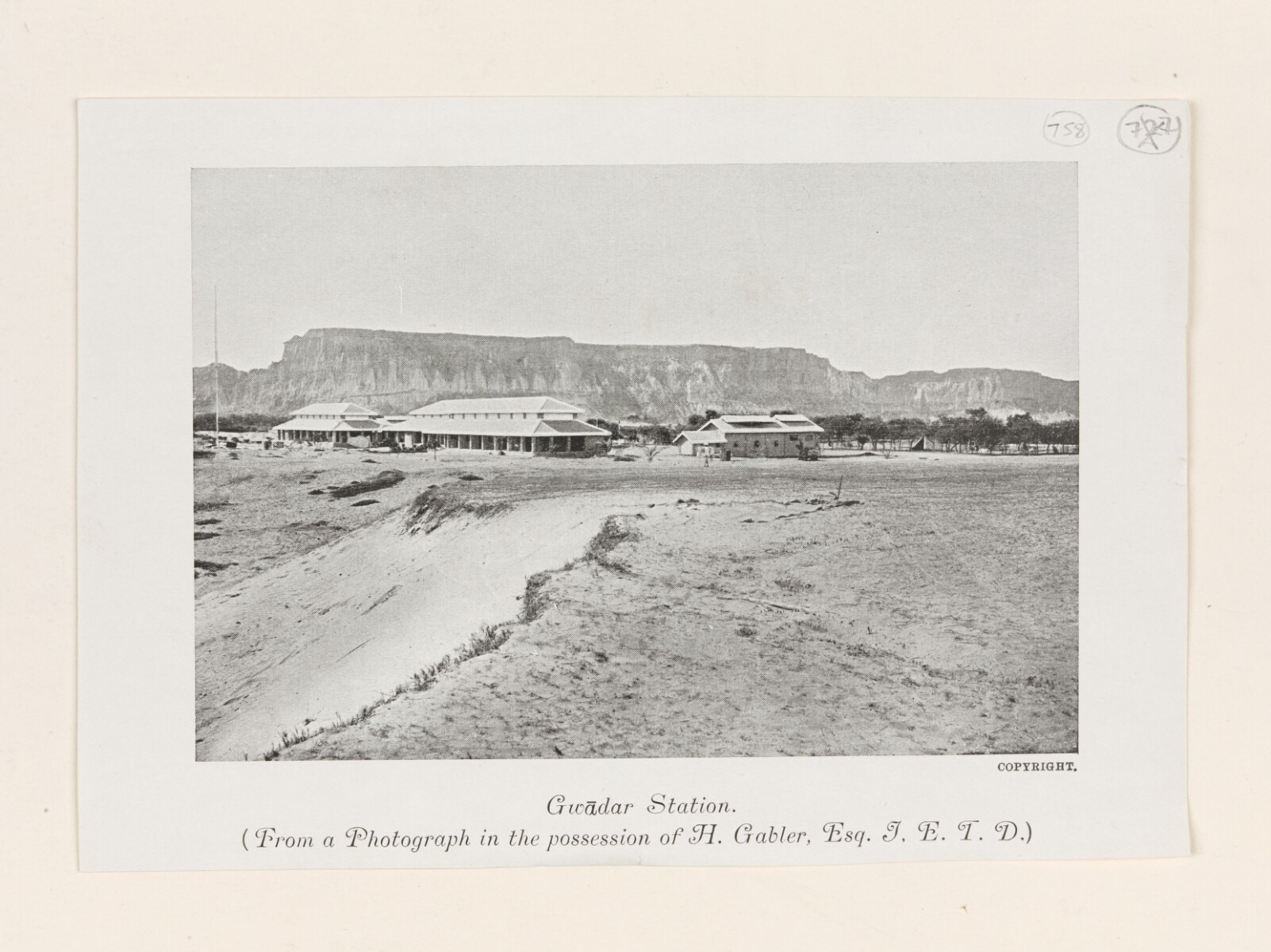
محطة جوادر

سمح البريطانيون لمسقط بالاحتفاظ بجوادر بعد أن حصلوا على امتيازات من السلطان، ثم زعموا أن ناصر خان منح المنطقة للسلطان، غير أن الوثائق المحلية والسرية التي رُفعت عنها السرية تدحض هذا الادعاء. من عام 1863 إلى 1879، كانت جوادر مركزًا لمساعد الوكيل السياسي البريطاني، وكانت ميناءً لزيارة السفن البخارية التابعة لشركة الملاحة البريطانية الهندية كل أسبوعين، واشتملت على مكتب بريد وتلغراف مشترك.